# دیرمد مورتا
دیرمد مورتا (به انگلیسی: Diarmaid Murtagh) یک هنرپیشه اهل ایرلند است.
از فیلم‌ها یا برنامه‌های تلویزیونی که وی در آن نقش داشته‌است می‌توان به مردان آثار یادبود، ناگفته‌های دراکولا، مردم خوب و وایکینگ‌ها اشاره کرد.